# Musée gaumais

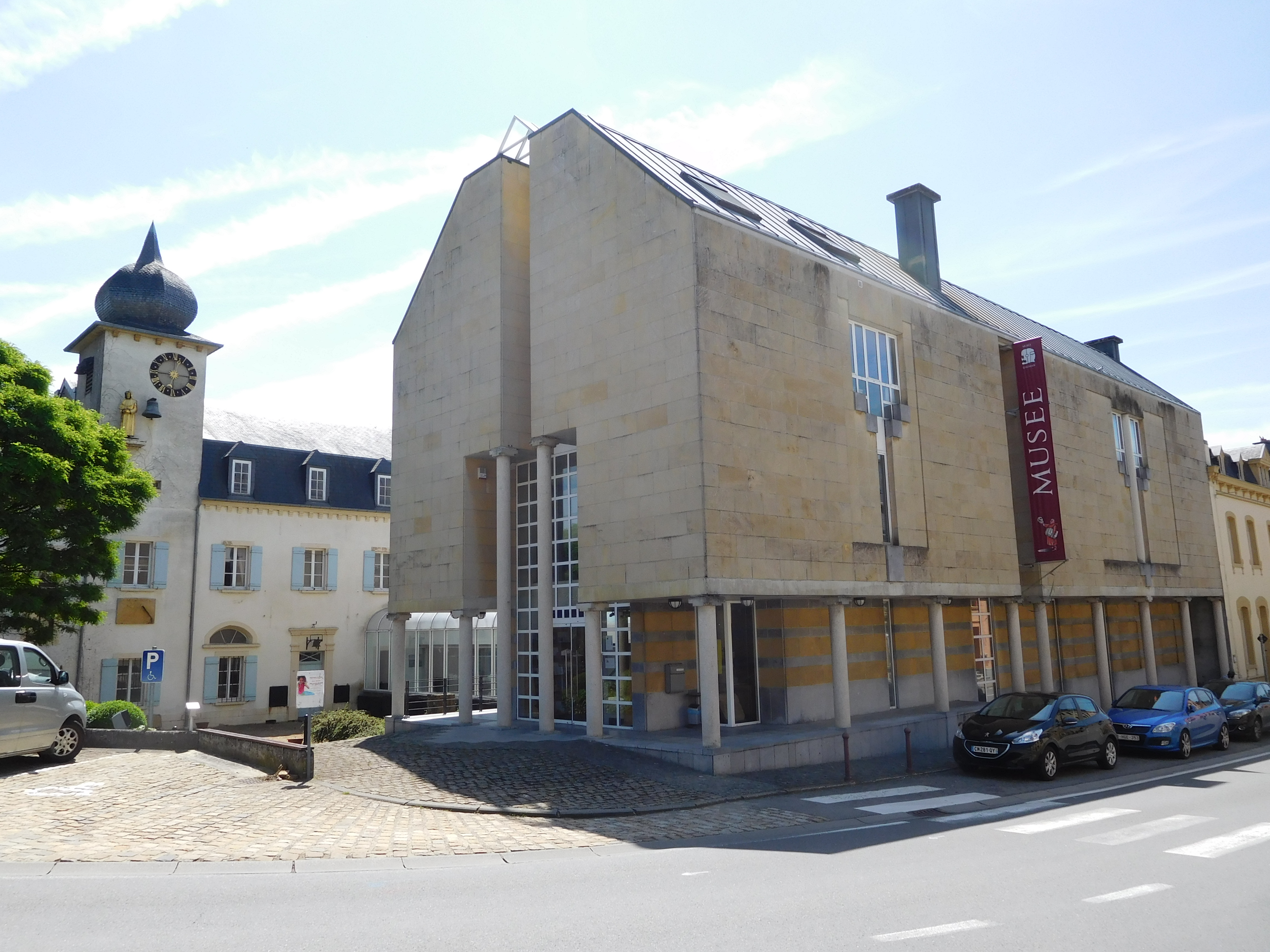
Het museumgebouw in Virton

Het Musée gaumais of Musée de Virton is een streekmuseum in de Belgische stad Virton. Het museum werd geopend in 1939 in het voormalig recolettenklooster (17e eeuw). De collectie van het museum toont de geschiedenis van de streek van de Gaume, met onder andere een archeologische collectie en schone kunsten.
Het museum werd uitgebreid in 1992 met een nieuwe vleugel. Tijdens de coronacrisis in 2020 moest het museum noodgedwongen de deuren sluiten; deze tijd werd gebruikt om het museum te renoveren, waarbij het curiositeitenkabinet werd teruggebracht in de staat van de 18e eeuw.
Onder de noemer Musées de Virton zijn verschillende musea in de Gaumestreek samengebracht onder een juridische structuur:
- Musée de Virton
- Musée lapidaire et du Parc archéologique de Montauban (1958)
- Musée de la Vie paysanne à Montquintin (1965)
- Musée d’histoire militaire de Latour (1969).